# Вірджинія Рометті
Вірджинія Марі «Джіні» Рометті (англ. Virginia Marie «Ginni» Rometty, при народженні англ. Virginia Marie Nicosia (нар. 29 липня 1957) — американська топменеджерка й підприємиця. Голова ради директорів, президент і генеральна директор компанії IBM, перша жінка-керівниця компанії. До того, як стати президентом та генеральною директором в січні 2012 року, обіймала посади старшої віцепрезидента і виконавчої директора із продажів, маркетингу і стратегії в IBM. Почала роботу в IBM в 1981 році на посаді системної інженерки в Детройтському офісі компанії.
Протягом 10 років поспіль входила до списку «50 найбільш впливових жінок у бізнесі» журналу Fortune, займаючи в ньому перше місце в 2012, 2013 і 2014 роках. Отримувала визнання від ряду інших видань, входячи до подібних списків, а також критичну оцінку своєї роботи.
У 2017 році в рейтингу журналу «Forbes» Джіні Рометті вперше стала 10-ю у списку 100 найвпливовіших жінок світу.

## Ранні роки та освіта
У 1979 році Вірджинія Рометті з відзнакою закінчила школу інженерної справи і прикладних наук Роберта Маккорміка в Північно-Західному університеті, здобувши ступінь бакалавра комп'ютерних наук і електротехніки. Була членкингею сестринства Kappa Kappa Gamma, згодом очоливши його.

## Кар'єра
Після закінчення університету в 1979 році Вірджинія Рометті стала працювати в «Дженерал Моторс». У 1981 році приєдналася до IBM системною інженеркою в її Детройтському офісі. У 1991 році почала роботу в IBM Consulting Group. У 2002 році вона «відстоювала купівлю великої бізнес-консалтингової фірми, PricewaterhouseCoopers Consulting, за $3,5 мільярда». У 2009 році Рометті стала старшою віцепрезидентом і виконавчою директором з продажів, маркетингу і стратегії, їй «приписується провідна роль у реалізації стратегії зростання IBM шляхом виходу компанії на ринок хмарних обчислень та аналітики». Очолювала команду, яка готувала Watson, граючий комп'ютер у Jeopardy!, для комерційного використання.
25 жовтня 2011 року IBM проанонсувала призначення Вірджинії Рометті на пости президента та генеральної директорки компанії, замість Сема Палмізано, який зберіг за собою пост голови. Рометті стала першою жінкою, яка була призначена генеральною директором IBM. Палмізано заявив щодо її просування, що «Джіні отримала це місце, тому що вона це заслужила… Це не має ніякого відношення до прогресивних соціальних політиків (у відношенні жінок».
26 вересня 2012 року IBM оголосила, що Вірджинія Рометті додатково бере на себе роль голови IBM через те, що Сем Палмізано вирішив піти у відставку наприкінці 2012 року. З 1 жовтня 2012 року Рометті почала виконувати обов'язки голови, президента і генеральної директора IBM
Однією з її цілей є концентрація зусиль компанії на хмарних і когнітивних обчислювальних системах, таких як Watson.

## Нагороди та досягнення
Вірджинія Рометті є членкинею Ради з міжнародних відносин, Ради піклувальників її альма-матер — Північно-Західного університету, Ради опікунів та Ради керівників Меморіального онкологічного центру імені Слоуна-Кеттерінга, Ради зі збереження Латинської Америки, яка є підрозділом The Nature Conservancy. У 2006—2009 роках була членкинею Ради директорів AIG.
У 2014 році Рометті знімалася в документальному фільмі PBS під назвою The Boomer List. У тому ж році стала третьою жінкою-членкинею гольф-клубу Augusta National Golf Club. Є почесною докторкою Політехнічного інституту Ренсселера (2014) і Північно-Західного університету (2015).
У випуску Fortune 15 вересня 2015 року Рометті посіла 3-є місце в списку найвпливовіших жінок.

## Особисте життя
Вірджинія Рометті перебуває у шлюбі з Марком Ентоні Рометті, ключовим інвестором компанії Bam Oil. У подружжя немає дітей.